# Sceloporus lundelli
La lagartija-escamosa de Lundell (Sceloporus lundelli) es una especie de lagarto que pertenece a la  familia Phrynosomatidae. Es nativo del sudeste de México, norte de Belice y norte de Guatemala. Su rango altitudinal oscila entre 0 y 300 m s. n. m..

## Taxonomía
Se reconocen las siguientes subespecies:
- Sceloporus lundelli gaigeae Smith, 1939
- Sceloporus lundelli lundelli Smith, 1939